# Municipio de Sargent (Nebraska)
El municipio de Sargent (en inglés: Sargent Township) es un municipio ubicado en el condado de Custer en el estado estadounidense de Nebraska. En el año 2010 tenía una población de 671 habitantes y una densidad poblacional de 4,45 personas por km².

## Geografía
El municipio de Sargent se encuentra ubicado en las coordenadas 41°40′24″N 99°22′12″O / 41.67333, -99.37000. Según la Oficina del Censo de los Estados Unidos, el municipio tiene una superficie total de 150.87 km², de la cual 150,82 km² corresponden a tierra firme y (0,04 %) 0,05 km² es agua.

## Demografía
Según el censo de 2010, había 671 personas residiendo en el municipio de Sargent. La densidad de población era de 4,45 hab./km². De los 671 habitantes, el municipio de Sargent estaba compuesto por el 97,62 % blancos, el 0,89 % eran afroamericanos, el 0,6 % eran asiáticos, el 0,15 % eran de otras razas y el 0,75 % eran de una mezcla de razas. Del total de la población el 1,49 % eran hispanos o latinos de cualquier raza.